# Ganhe (köpinghuvudort i Kina, Inre Mongoliet)
Ganhe (kinesiska: 甘河, 甘河镇) är en köpinghuvudort i Kina. Den ligger i den autonoma regionen Inre Mongoliet, i den norra delen av landet, omkring 1 400 kilometer nordost om regionhuvudstaden Hohhot. Antalet invånare är 41 377. Befolkningen består av 20 557 kvinnor och 20 820 män. Barn under 15 år utgör 9,0 %, vuxna 15-64 år 74 %, och äldre över 65 år 16,0 %.
Runt Ganhe är det mycket glesbefolkat, med 4 invånare per kvadratkilometer. Det finns inga andra samhällen i närheten. I omgivningarna runt Ganhe växer i huvudsak blandskog.